# Robert Gesink
Robert Gesink (født 31. maj 1986) er en hollandsk forhenværende professionel cykelrytter, som fra 2007 til 2024 kørte for Team Visma  |  Lease a Bike.